# Judith Adlhoch
Judith Adlhoch (* 2. Mai 1967 in München) ist eine deutsche Fernsehmoderatorin, Produzentin, Drehbuchautorin und Regisseurin.
Adlhoch ist in Portugal aufgewachsen. Nach dem Abitur studierte sie in Wien Theaterwissenschaften, Geschichte und Philosophie. 1988 begann ihre TV-Karriere. Mit dem Kameramann und ihrem späteren Partner (Heirat 1996) Markus Strobel gründete sie 1992 die eigene Produktionsfirma Tango Film GmbH. Von 1993 bis 2000 war sie als Produzentin und Moderatorin des Reisemagazins Voxtours des Fernsehsenders VOX aktiv. Sie löste am 12. September 1993 Dieter Moor ab und wurde im März 2000 von Daniela Worel abgelöst. Danach moderierte Adlhoch nur noch als Urlaubsvertretung und ab April 2004 die Ableger Voxtours Explorer, Voxtours Extrem und Voxtours Reportage. Für ihre Reisereportagen wurde sie mehrfach für Preise nominiert und ausgezeichnet: 1996 Nominierung für den Telestar-Fernsehpreis, Bereich Information, 2003 der Silberner Kompass, Goldener Kompass (2004, 2005, 2006) und 2007 der Columbus Sonderpreis. Seit September 2005 ist sie Mutter eines Sohnes.
Im Jahr 2002 war sie Talkgast in Blondes Gift. 2004 moderierte sie mit Kai Wiesinger die Women’s World Awards. 2006 war sie als Prominente bei Das perfekte Promi-Dinner beteiligt. An der Dokuserie Im Einsatz für … mit Hannes Jaenicke ist sie als Produzentin, Drehbuchautorin und Regisseurin beteiligt. 2010 wurde eine Folge mit dem Jurypreis des Diva-Earth Awards ausgezeichnet.